# Кущовик жовтогорлий
Кущовик жовтогорлий (Neosericornis citreogularis) — вид горобцеподібних птахів родини шиподзьобових (Acanthizidae). Ендемік Австралії. Це єдиний представник монотипового роду Жовтогорлий кущовик (Neosericornis).

## Таксономія
Жовтогорлий кущовик був описаний в 1838 році британським орнітологом Джоном Гульдом. Вид отримав біномінальну назву Sericornis citreogularis. Його довгий час вважали представником роду Кущовик (Sericornis), однак філогенетичний аналіз послідовностей мітохондріальної ДНК, опублікований 2018 року показав, що цей вид генетично віддалений від інших кущовиків. Вид було виділено у відновлений монотиповий рід Жовтогорлий кущовик (Neosericornis), який був запропонований Грегорі Метьюсом в 1912 році.

## Опис
Довжина птаха становиить 12,5-15 см.. Самець має чорну "маску" на обличчі, жовті "брови" і горло. Верхня частина тіла оливково-коричнева, нижня частина тіла світліша. Махові пера на крилах жовтуваті, довгі ноги рожевуваті або кремові, райдужки червонуваті. У самиць обличчя коричнювате.

## Поширення і екологія
Жовтогорлий кущовик є ендеміком Австралії. Мешкає на східному узбережжі двома окремими популяціями. Північна популяція мешкає на узбережжі Квінсленда, від Куктауна до Таунсвілла. Південна популяція мешкає від Харві-Бей в штаті Квінсленд до південного сходу Нового Південного Уельсу. Живе в тропічних лісах, в ярах і поблизу струмків.

### Підвиди
Виділяють три підвиди:
- N. c. cairnsi (Mathews, 1912) (північно-східне узбережжя Австралії);[9]
- N. c. citreogularis (Gould, 1838) (південно-східне узбережжя Австралії);
- N. c. intermedius (Mathews, 1912) (східне узбережжя Австралії).

## Раціон
Жовтогорлий кущовик харчується комахами. Він ловить їх на землі, на відміну від східних кущовиків, які живуть поряд з жовтогорлим кущовиком, але ловлять комах на гілках, серед листя.

## Розмноження
Сезон розмноження триває з червня по березень. За сезон може вилупитися один або два виводки. Гніздо грушеподібної форми, робиться з сухого листя і трави, і підвішується на гілці або лозі над землею або водою. В кладці 1-3 яйця. Яйця розміром 26×18 мм, їх колір варіюється від коричнювато-пурпурового до світло-коричневого з темними плямками.
Гніздо може використовуватись кілька сезонів, а також розширюватись (птахи можуть прибудувати додаткову камеру). Лилики виду Phoniscus papuensis були помічені за облаштуванням денної схованки в гніздах жовтокрилих кущовиків.